# Somogyudvarhely, Somogy
Somogyudvarhely  este un sat în districtul Csurgó, județul Somogy, Ungaria, având o populație de 1.084 de locuitori (2011). 

## Demografie
Componența etnică a satului Somogyudvarhely
     Maghiari (99,5%)
     Croați (0,5%)
Componența confesională a satului Somogyudvarhely
     Romano-catolici (58,03%)
     Reformați (24,63%)
     Fără religie (2,31%)
     Necunoscută (13,93%)
     Alte religii (1,11%)
Conform recensământului din 2011, satul Somogyudvarhely avea 1.084 de locuitori. Din punct de vedere etnic, majoritatea locuitorilor (99,5%) erau maghiari.  Din punct de vedere confesional, majoritatea locuitorilor (58,03%) erau romano-catolici, existând și minorități de reformați (24,63%) și persoane fără religie (2,31%). Pentru 13,93% din locuitori nu este cunoscută apartenența confesională.